# Aérodrome de Kramfors-Sollefteå
Le Höga Kusten Airport, traduit mot à mot Aéroport du Haut de la Côte, aussi connu comme aérodrome Kramfors-Sollefteå, est un aéroport situé entre les villes de Kramfors et de Sollefteå, en Suède (code IATA : KRF • code OACI : ESNK). L'aéroport est toujours nommé Kramfors sur les billets.
Le nombre de passagers en 2012 a été de 18 455, en chute libre par rapport aux 62 000 recensés en 2000. Cele s'explique par les faibles prix des vols pratiqués par des aéroports relativement proche comme Örnsköldsvik et Sundsvall-Härnösand. La fréquentation s'est élevée à 14 787 passagers seulement en 2008, en raison la faillite de la compagnie aérienne Nordic Regional (en).

## Situation

### Carte des aéroports de Suède
| \| 50 km1:2 974 000 \| Montagnes · Sälen Ängelholm–Helsingborg Åre Östersund Arvidsjaur Borlänge Gällivare Göteborg-Landvetter Hagfors Halmstad Hemavan Tärnaby Jönköping Kalmar Karlstad Kiruna Kramfors-Sollefteå Linköping Luleå Lycksele Malmö Mora-Siljan Norrköping Örnsköldsvik Örebro Pajala Ronneby Skellefteå Stockholm-Arlanda Stockholm-Bromma Stockholm-Skavsta Stockholm-Västerås Sundsvall-Timrå Sveg Torsby Trollhättan–Vänersborg Umeå Växjö Vilhelmina Visby |
| 50 km1:2 974 000 |

## Statistiques
Pour des raisons techniques, il est temporairement impossible d'afficher le graphique qui aurait dû être présenté ici.

Voir la requête brute et les sources sur Wikidata.

## Compagnies aériennes et destinations
| Compagnies   | Destinations                       |
| ------------ | ---------------------------------- |
| Amapola Flyg | Hemavan Tärnaby, Stockholm-Arlanda |

Actualisé le 27/02/2023